# 5 lutego
5 lutego jest 36. dniem w kalendarzu gregoriańskim. Do końca roku pozostało 329 (w latach przestępnych 330) dni.

## Święta
- Imieniny obchodzą: Adelajda, Agata, Albwin, Awit, Awita, Dobiemir, Elpin, Indracht, Jakub, Lubodrog, Modest, Przybygniew, Rodomił, Sabbas i Strzeżysława.
- Meksyk – Święto Konstytucji
- San Marino – Dzień św. Agaty
- Tanzania – Dzień Chama Cha Mapinduzi
- Wspomnienia i święta w Kościele katolickim[1][2] obchodzą:
  - św. Adelajda z Vilich (ksieni)
  - św. Agata z Sycylii (dziewica i męczennica)
  - bł. Elżbieta Canori Mora (trynitarianka)

## Wydarzenia w Polsce

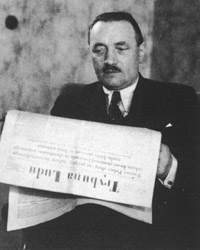
Bolesław Bierut zatopiony w lekturze „Trybuny Ludu')” (1950)

- 1335 – Górowo Iławeckie otrzymało prawa miejskie.
- 1454 – Wojna trzynastoletnia: w Gdańsku wybuchło powstanie przeciwko Krzyżakom.
- 1563 – Król Zygmunt II August przyznał elektorowi brandenburskiemu prawo do sukcesji lenna pruskiego w razie wygaśnięcia linii pruskich Hohenzollernów.
- 1663 – Poświęcono kościół Świętego Ducha w Grodzisku Wielkopolskim.
- 1668 – Jan Sobieski został hetmanem wielkim koronnym.
- 1752 – Marszałek wielki koronny Franciszek Bieliński powołał w Ostrowie Wielkopolskim pierwszą w Polsce zawodową straż pożarną.
- 1808 – Cesarz Napoleon Bonaparte ratyfikował konwencję elbląską w sprawie granic Wolnego Miasta Gdańska.
- 1813 – VI koalicja antyfrancuska: wojska rosyjskie rozpoczęły oblężenie twierdzy Modlin.
- 1831 – Armia rosyjska pod wodzą feldmarszałka Iwana Dybicza wkroczyła na teren Królestwa Polskiego w celu stłumienia powstania listopadowego.
- 1915 – Premiera filmu niemego Zaczarowane koło według dramatu Lucjana Rydla.
- 1919 – Papież Benedykt XV powołał Ordynariat Polowy Wojska Polskiego.
- 1931 – Premiera filmu Serce na ulicy w reżyserii Juliusza Gardana.
- 1934 – Powołano Katolickie Stowarzyszenie Młodzieży.
- 1937 – Na wniosek wicepremiera i ministra skarbu Eugeniusza Kwiatkowskiego Sejm RP przyjął plan budowy Centralnego Okręgu Przemysłowego.
- 1943:
  - Około 30 osób zginęło w spacyfikowanej przez Niemców wsi Lendo Wielkie na Lubelszczyźnie.
  - W Szczecinie i prowincji Pomorze Gestapo aresztowało pod zarzutem szpiegostwa na rzecz aliantów 40 katolików, w tym 11 księży.
- 1945:
  - Alfred Fiderkiewicz został prezydentem Krakowa.
  - W Baryszu koło Tarnopola oddział UPA dokonał masakry 135 Polaków.
- 1946 – Weszła w życie umowa graniczna pomiędzy Polską a ZSRR z 16 sierpnia 1945 roku.
- 1947:
  - Sejm Ustawodawczy wybrał Bolesława Bieruta na urząd prezydenta Rzeczypospolitej.
  - Zakończył działalność Tymczasowy Rząd Jedności Narodowej.
  - Została ogłoszona amnestia.
- 1960:
  - Dokonano oblotu samolotu szkolno-treningowego PZL TS-11 Iskra.
  - Spłonęły doszczętnie 2 spośród 5 zabytkowych spichlerzy nad Brdą w Bydgoszczy.
- 1969 – Seryjny morderca Stanisław Modzelewski został skazany na karę śmierci przez Sąd Wojewódzki w Łodzi.
- 1978:
  - Odbyły się wybory do Rad Narodowych.
  - W katastrofie kolejowej pod Ełkiem zginęło 5 osób, a 15 zostało rannych.
- 1982 – W Świdniku odbyła się pierwsza „manifestacja spacerowa” podczas emisji głównego wydania Dziennika Telewizyjnego.
- 1985 – Z Paryża na stołeczne lotnisko Okęcie przyleciał szef tamtejszego biura NSZZ „Solidarność” Seweryn Blumsztajn. Na lotnisku unieważniono mu paszport i nakazano powrót do Francji.
- 1990 – Premiera filmu Marcowe migdały w reżyserii Radosława Piwowarskiego
- 1996 – Włodzimierz Cimoszewicz został premierem RP.
- 2003 – W karambolu na ówczesnej drodze krajowej nr 2 między Swarzędzem a Paczkowem uszkodzeniu uległo ponad 100 pojazdów; 31 osób zostało rannych, nikt nie zginął.
- 2007:
  - Minister obrony narodowej Radosław Sikorski podał się do dymisji.
  - Zainaugurowano rejsy promów na trasie Świnoujście-Trelleborg (Szwecja).

## Wydarzenia na świecie
- 2 p.n.e. – Cesarz rzymski Oktawian August otrzymał tytuł „ojca ojczyzny” (pater patriae).
- 62 – Pompeje zostały zniszczone przez trzęsienie ziemi.
- 506 – Król Wizygotów Alaryk II nakazał opublikować zbiór praw Lex Romana Visigothorum w celu uniknięcia konfliktów między ariańskimi i katolickimi poddanymi.
- 1204 – Aleksy V Murzuflos został cesarzem bizantyńskim.
- 1241 – Papież Grzegorz IX erygował diecezję Kadyksu.
- 1265 – Francuski kardynał Guy Foulques został wybrany na papieża i przybrał imię Klemens IV.
- 1494 – W Moskwie został podpisany traktat pokojowy kończący I wojnę litewsko-moskiewską.
- 1500 – Książę Mediolanu Ludwik Sforza, obalony rok wcześniej przez króla Francji Ludwika XII, powrócił na 2 miesiące do władzy.
- 1573 – Powstanie chłopskie w Chorwacji: zwycięstwo wojsk feudalnych w bitwie pod Krškiem.
- 1597 – W japońskim Nagasaki ukrzyżowano 26 katolików.
- 1605 – Hiszpański żeglarz Pedro Fernández de Quirós odkrył Matureivavao – największy atol grupy Actéon, należącej do archipelagu Tuamotu w Polinezji Francuskiej.
- 1649 – Karol II Stuart został obwołany przez parlament królem Szkocji.
- 1740 – Papież Klemens XII przywrócił pełną niepodległość San Marino, które okupowały wojska hiszpańskiego kardynała Giulio Alberoniego.
- 1766 – 88-letni były król Polski i panujący książę Lotaryngii i Baru Stanisław Leszczyński doznał rozległych oparzeń w swym pałacu w Lunéville, gdy jego ubranie zapaliło się od iskry z kominka. Po długiej agonii zmarł 23 lutego.
- 1778 – Karolina Południowa jako pierwszy stan ratyfikowała Artykuły konfederacji i wieczystej unii.
- 1783 – Trzęsienie ziemi i wywołane nim tsunami spowodowany śmierć około 25 tys. osób w Kalabrii i na Sycylii.
- 1796 – W Pradze założono Galerię Narodową.
- 1810 – Wojna na Półwyspie Iberyjskim: wojska francuskie rozpoczęły oblężenie Kadyksu.
- 1811 – Książę Walii i przyszły król Wielkiej Brytanii Jerzy IV został księciem-regentem, przejmując władzę od odsuniętego z powodu popadnięcia w obłęd ojca Jerzego III.
- 1818 – Karol XIV Jan został królem Szwecji i Norwegii.
- 1843 – Pojawiła się kometa długookresowa C/1843 D1 (Wielka Kometa Marcowa).
- 1851 – José Gregorio Monagas został prezydentem Wenezueli.
- 1862 – Mołdawia i Wołoszczyzna zostały formalnie połączone i utworzyły Rumunię.
- 1869 – W Moliagul w australijskim stanie Wiktoria znaleziono największy na świecie samorodek złota (62,5 kg).
- 1880 – Narodnicy dokonali nieudanego zamachu na cara Aleksandra II Romanowa.
- 1887 – W mediolańskiej La Scali odbyła się premiera opery Otello Giuseppe Verdiego.
- 1916 – W Zurychu otwarto Cabaret Voltaire.
- 1911 – Émile Flach został pierwszym ministrem stanu (premierem) Monako.
- 1917 – W Meksyku ogłoszono konstytucję wprowadzającą ustrój republiki federacyjnej.
- 1918 – I wojna światowa: niemiecki okręt podwodny SM UB-77 zatopił statek „Tuscania” transportujący amerykańskich żołnierzy do Europy, w wyniku czego zginęło 210 osób.
- 1924 – We francuskim Chamonix zakończyły się I Zimowe Igrzyska Olimpijskie.
- 1930 – Pascual Ortiz Rubio został prezydentem Meksyku.
- 1932 – W Rydze podpisano łotewsko-radziecki pakt o nieagresji.
- 1934 – Blanton C. Winship został gubernatorem Portoryko.
- 1937 – Namiestnik Włoskiej Afryki Wschodniej Rodolfo Graziani został ciężko ranny w wyniku zamachu. W odwecie Włosi dokonali serii masakr w Addis Abebie, w których zamordowano 30 tys. Etiopczyków, a ich domy spalono.
- 1941 – Kampania wschodnioafrykańska: rozpoczęła się brytyjsko-włoska bitwa pod Keren.
- 1942 – Wojna na Pacyfiku: w rejonie lotniska Laha na wyspie Ambon japońscy żołnierze i marynarze przeprowadzili pierwszą masową egzekucję australijskich i holenderskich jeńców.
- 1943 – W Hadze został zamordowany przez ruch oporu gen. Hendrik Seyffardt, dowódca kolaboracyjnego Ochotniczego Legionu Holenderskiego.
- 1945 – Wojna na Pacyfiku: wojska amerykańskie zajęły Manilę.
- 1946 – Powstała Czundoistyczna Partia Czongu, jedna z trzech legalnych partii w Korei Północnej.
- 1949 – Kapitan chilijskiej armii Alberto Larraguibel ustanowił obowiązujący do dziś rekord świata w skoku na koniu przez przeszkodę (2,47 m).
- 1952 – W Nowym Jorku na przejściach dla pieszych zamontowano pierwsze sygnały świetlne z napisem „Don’t Walk”.
- 1953 – Premiera amerykańskiego filmu animowanego Piotruś Pan.
- 1956 – Zakończyły się VII Zimowe Igrzyska Olimpijskie we włoskiej Cortina d’Ampezzo.
- 1958 – Gamal Abdel Naser został prezydentem Zjednoczonej Republiki Arabskiej, utworzonej 1 lutego przez Egipt i Syrię.
- 1960 – 59 osób zginęło w katastrofie samolotu Douglas DC-4 w Boliwii.
- 1964 – Premiera francusko-włoskiego filmu Człowiek z Rio w reżyserii Philippe de Broca.
- 1971 – W Urugwaju powstała lewicowa koalicja Szeroki Front.
- 1975 – Richard Ratsimandrava objął urząd prezydenta Madagaskaru. 6 dni później został zamordowany.
- 1979:
  - Ajatollah Chomejni proklamował powstanie pierwszego rządu islamskiego w Iranie.
  - Na Antarktydzie otwarto argentyńską stację polarną Belgrano II.
  - Prezydent Konga gen. Joachim Yhombi-Opango został zmuszony do ustąpienia ze stanowiska.
- 1985 – Hiszpania po 16 latach otwarła granicę z Gibraltarem.
- 1986 – Założono ekwadorski klub piłkarski Espoli Quito.
- 1988:
  - Dyktator Panamy Manuel Noriega został oskarżony przez sąd federalny w Miami o handel narkotykami.
  - Premiera amerykańskiego filmu Nieznośna lekkość bytu w reżyserii Philipa Kaufmana.
- 1989:
  - Bazylika archikatedralna św. Stanisława Biskupa i św. Władysława w Wilnie została ponownie poświęcona i udostępniona wiernym.
  - Rozpoczęła nadawanie brytyjska telewizja informacyjna Sky News.
  - Rozpoczęła nadawanie francuska telewizja sportowa Eurosport.
  - Został zastrzelony Chris Gueffroy – ostatnia śmiertelna ofiara próby przekroczenia Muru Berlińskiego.
- 1993 – Robert James Woolsey został dyrektorem CIA.
- 1994:
  - Cyprien Ntaryamira został prezydentem Burundi.
  - Oblężenie Sarajewa: 68 osób zginęło, ponad 200 zostało rannych na rynku w Sarajewie w wyniku eksplozji pocisku moździerzowego wystrzelonego przez oblegające miasto wojska serbskie.
- 1996 – Papież Jan Paweł II rozpoczął swą 69. podróż apostolską do Gwatemali, Nikaragui, Salwadoru i Wenezueli.
- 1997 – Szwajcarskie banki przeznaczyły 100 mln franków na odszkodowania dla spadkobierców swych klientów, którzy zginęli podczas holocaustu.
- 2000 – II wojna czeczeńska: rosyjska armia dokonała brutalnej pacyfikacji wioski Nowyje Ałdy koło Groznego, w wyniku której zginęło co najmniej 68 osób.
- 2001 – 15 osób zostało rannych w zamachu bombowym w moskiewskim metrze.
- 2003 – Premier RP Leszek Miller rozpoczął trzydniową wizytę w USA.
- 2004 – 19 chińskich poławiaczy mięczaków utonęło zaskoczonych przez przypływ w Zatoce Morecambe w Wielkiej Brytanii.
- 2005 – Faure Gnassingbé został prezydentem Togo.
- 2006 – Óscar Arias Sánchez wygrał wybory prezydenckie w Kostaryce.
- 2008 – 25 etiopskich emigrantów zginęło, a 90 zostało rannych w wyniku zamachu w somalijskim porcie Boosaaso.
- 2009:
  - Co najmniej 33 osoby zginęły w samobójczym zamachu bombowym koło szyickiego meczetu w pakistańskim mieście Dera Ghazi Khan.
  - Rozwiązała się francuska Rewolucyjna Liga Komunistyczna, a w jej miejsce utworzono Nową Partię Antykapitalistyczną.
  - Somalijscy piraci po otrzymaniu 3,2 mln USD okupu uwolnili ukraiński statek z ładunkiem 33 czołgów.
  - W Kolumbii odkryto skamieniałe szczątki ogromnego węża Titanoboa sprzed 60 mln lat.
- 2012 – Sauli Niinistö zwyciężył w II turze wyborów prezydenckich w Finlandii.
- 2019 – Rozpoczęło się pierwsze w historii Kościoła Prawosławnego Ukrainy posiedzenie Świętego Synodu[3].
- 2020 – Podczas lądowania w trudnych warunkach pogodowych w Porcie lotniczym Stambuł-Sabiha Gökçen doszło do katastrofy lecącego z Izmiru Boeinga 737-86J tureckich Pegasus Airlines, w której zginęły 3 osoby, a 179 zostało rannych.

## Eksploracja kosmosu
- 1967 – Wystrzelono amerykańską sondę księżycową Lunar Orbiter 3.
- 1971 – Moduł księżycowy statku Apollo 14 z Alanem Shepardem i Edgarem Mitchellem na pokładzie wylądował na Księżycu.
- 1974 – Amerykańska sonda Mariner 10 zbliżyła się do Wenus na odległość 5770 km, wykonując szereg zdjęć i badań.
- 1987 – Wystrzelono radziecki załogowy statek kosmiczny Sojuz TM-2.

## Urodzili się
- 976 – Sanjō, cesarz Japonii (zm. 1017)
- 1321 – Jan II Paleolog, markiz Montferratu (zm. 1379)
- 1438 – Filip II, książę Sabaudii i Piemontu, hrabia Aosty i Maurienne (zm. 1497)
- 1515 – Juraj Drašković, chorwacki duchowny katolicki, biskup Peczu, Zagrzebia i Györu, arcybiskup Kalocsy, kardynał (zm. 1587)
- 1531 – Anna, księżniczka pomorska, księżna anhalcka na Zerbst, burgrabina Miśni, hrabina Barby na Mühlingen (zm. 1592)
- 1534 – Giovanni de’ Bardi, włoski hrabia, wojskowy, pisarz, krytyk literacki, kompozytor (zm. 1612)
- 1558 – Heinrich Schickhardt, niemiecki jezuita, architekt, inżynier (zm. 1635)
- 1589 – Honorat de Bueil de Racan, francuski poeta, dramaturg (zm. 1670)
- 1594 – Biagio Marini, włoski kompozytor, skrzypek (zm. 1663)
- 1602 – Franciscus van der Enden, holenderski myśliciel polityczny (zm. 1674)
- 1608 – Gaspar Schott, niemiecki jezuita, matematyk, fizyk, filozof przyrody (zm. 1666)
- 1626 – Maria de Rabutin-Chantal, francuska arystokratka, epistolografka (zm. 1696)
- 1628 – César d’Estrées, francuski kardynał, polityk, dyplomata (zm. 1714)
- 1650 – Anne-Jules de Noailles, francuski dowódca wojskowy, marszałek Francji (zm. 1708)
- 1651 – Franz Ferdinand von Kuenburg, austriacki duchowny katolicki, biskup lublański, arcybiskup metropolita praski i prymas Czech (zm. 1731)
- 1667 – Gottfried Reiche, niemiecki kompozytor (zm. 1734)
- 1688 – Maurycy Wilhelm, książę Saksonii-Meresburg (zm. 1731)
- 1697 – William Smellie, brytyjski lekarz położnik (zm. 1763)
- 1704 – Anna Wittelsbach, księżniczka Palatynatu-Sulzbach, księżna Sabaudii-Piemontu (zm. 1723)
- 1725 – Anna Maria Rückerschöld, szwedzka pisarka (zm. 1805)
- 1735 – Pál Kray, węgierski arystokrata, generał (zm. 1804)
- 1744 – John Jeffries, amerykański lekarz (zm. 1819)
- 1748 – Christian Gottlob Neefe, niemiecki kompozytor, dyrygent (zm. 1798)
- 1770 – Alexandre Brongniart, francuski geolog, mineralog, paleontolog, chemik, zoolog (zm. 1847)
- 1778 – Jan Nepomucen Umiński, polski generał (zm. 1851)
- 1788:
  - Károly Kisfaludy, węgierski dramaturg (zm. 1830)
  - Robert Peel, brytyjski polityk, premier Wielkiej Brytanii (zm. 1850)
- 1792 – Henry Somerset, brytyjski arystokrata, polityk (zm. 1853)
- 1796 – Johannes von Geissel, niemiecki duchowny katolicki, biskup Spiry, arcybiskup metropolita Kolonii, kardynał (zm. 1864)
- 1797 – Jean-Marie Duhamel, francuski matematyk, fizyk (zm. 1872)
- 1798:
  - Walenty Dutkiewicz, polski prawnik, polityk (zm. 1882)
  - Ignacy Humnicki, polski dramaturg, poeta (zm. 1864)
- 1799 – John Lindley, brytyjski botanik, ogrodnik (zm. 1865)
- 1803 – Godefroy Brossais-Saint-Marc, francuski duchowny katolicki, arcybiskup Rennes, kardynał (zm. 1878)
- 1804 – Johan Ludvig Runeberg, fiński poeta pochodzenia szwedzkiego (zm. 1877)
- 1806 – Konstanty Tyszkiewicz, polski hrabia, archeolog, krajoznawca (zm. 1868)
- 1807 – Jan Chrzciciel Okoński, polski aktor, dramaturg, dyrektor i przedsiębiorca teatralny (zm. 1889)
- 1808 – Carl Spitzweg, niemiecki malarz, rysownik (zm. 1885)
- 1810 – Ole Bull, norweski skrzypek (zm. 1880)
- 1811 – Thomas Creswick, brytyjski malarz, ilustrator (zm. 1869)
- 1820 – Oktaw Pietruski, polski prawnik, polityk (zm. 1894)
- 1821 – Karl von Foller, niemiecki polityk, nadburmistrz Bydgoszczy (zm. 1912)
- 1824 – Alfonso Capecelatro di Castelpagano, włoski duchowny katolicki, arcybiskup Kapui, kardynał (zm. 1912)
- 1832 – Carl Hartwig, niemiecki kupiec, spedytor (zm. 1879)
- 1840:
  - John Boyd Dunlop, brytyjski weterynarz, wynalazca (zm. 1921)
  - Hiram Maxim, amerykański przedsiębiorca, wynalazca (zm. 1916)
- 1842 – Julian Sochocki, polsko-rosyjski matematyk, wykładowca akademicki (zm. 1927)
- 1844:
  - Roman Dallmajer, polski poeta, lekarz, uczestnik powstania styczniowego, pułkownik armii serbskiej (zm. 1914)
  - Aristide Rinaldini, włoski kardynał, nuncjusz apostolski (zm. 1920)
  - José Simões Dias, portugalski poeta, krytyk literacki, polityk (zm. 1899)
- 1845 – John Walter Smith, amerykański polityk, senator (zm. 1925)
- 1846 – Johann Most, niemiecki socjaldemokrata, anarchista (zm. 1906)
- 1847 – Eduard Magnus Jakobson, estoński drzeworytnik, działacz odrodzenia narodowego, pastor baptystyczny (zm. 1903)
- 1848:
  - Joris-Karl Huysmans, francuski pisarz (zm. 1907)
  - Louis Schmeisser, niemiecki konstruktor broni strzeleckiej (zm. 1917)
  - Belle Starr, amerykańska przestępczyni (zm. 1889)
- 1851 – Hermann Gruber, niemiecki jezuita, badacz wolnomularstwa (zm. 1930)
- 1852:
  - Johannes Baptist Steeneman, holenderski duchowny katolicki, szeutysta, misjonarz, superior Ili (zm. 1918)
  - Masatake Terauchi, japoński wojskowy, polityk, premier Japonii (zm. 1919)
- 1858 – Ekaterine Geladze, Gruzinka, matka Józefa Stalina (zm. 1937)
- 1859:
  - Giovanni Capurro, włoski poeta, autor tekstów pieśni (zm. 1920)
  - Dżafarkuli Chan Nachiczewański, azerski działacz państwowy, dowódca wojskowy, lider Republiki Araksu (zm. po 1929)
- 1862:
  - Tadeusz Bujak, prawnik polski, sędzia Sądu Najwyższego, szachista (zm. 1926)
  - Aleksander Kakowski, polski duchowny katolicki, arcybiskup warszawski i prymas Polski, kardynał (zm. 1938)
  - Ján Kvačala, słowacki historyk, filozof, teolog (zm. 1934)
- 1864:
  - Marion Gilchrist, szkocka lekarka, sufrażystka, działaczka społeczna (zm. 1952)
  - Władysław Maciejewski, polski inżynier, konstruktor kotłów parowych (zm. 1913)
  - Carl Teike, niemiecki kompozytor marszów wojskowych (zm. 1922)
- 1865:
  - Bogumił Linka, mazurski działacz społeczny i narodowy (zm. 1920)
  - Włodzimierz Nałęcz, polski malarz, rysownik, akwaforcista, literat (zm. 1946)
- 1866:
  - Domhnall Ua Buachalla, irlandzki kupiec, polityk (zm. 1963)
  - Ignacy Chrzanowski, polski historyk literatury, wykładowca akademicki (zm. 1940)
- 1867 – Ike Weir, irlandzki bokser (zm. 1908)
- 1868:
  - Hugh Ford, amerykański reżyser i scenarzysta filmowy i teatralny (zm. 1952)
  - Lodewijk Mortelmans, flamandzki kompozytor, dyrygent, pedagog (zm. 1952)
- 1869 – Sebastião Wolf, brazylijski strzelec sportowy pochodzenia niemieckiego (zm. 1936)
- 1871:
  - Romuald Mielczarski, polski działacz spółdzielczy i niepodległościowy (zm. 1926)
  - Joanna Żnińska, polska działaczka społeczna, plebiscytowa i kulturalna  (zm. 1949)
- 1872:
  - Józef Jurczyk, polski rolnik, polityk, poseł na Sejm RP (zm. 1942)
  - William Nicholson, brytyjski malarz, ilustrator (zm. 1946)
  - Wiktoria Niegolewska, polska posiadaczka ziemska, działaczka narodowa (zm. 1927)
  - Selma Rıza, turecka pisarka, dziennikarka (zm. 1931)
- 1874 – George Periolat, amerykański aktor (zm. 1940)
- 1875 – Gonzalo Queipo de Llano, hiszpański generał (zm. 1951)
- 1876 – Romuald Kwiatkowski, polski pułkownik piechoty (zm. ?)
- 1877:
  - Stanisław Minkiewicz, polski zoolog, entomolog, wykładowca akademicki (zm. 1944)
  - Władimir Minorski, rosyjski historyk-orientalista, wykładowca akademicki, dyplomata (zm. 1966)
- 1878 – André Citroën, francuski inżynier, przemysłowiec pochodzenia żydowskiego (zm. 1935)
- 1879:
  - Sandy Cowan, kanadyjski zawodnik lacrosse (zm. 1915)
  - Witold Kuncewicz, polski aktor, reżyser teatralny (zm. 1936)
- 1882 – August Kopff, niemiecki astronom (zm. 1960)
- 1884 – Ferdynand Rabowski, polski geolog, taternik (zm. 1940)
- 1887:
  - Alfred von Hubicki, niemiecki generał (zm. 1971)
  - Omer Nishani, albański polityk, lekarz, dziennikarz, tłumacz (zm. 1954)
- 1888 – Wincenty Ballester Far, hiszpański duchowny katolicki, męczennik, błogosławiony (zm. 1936)
- 1889 – Teresa od Matki Boskiego Pasterza Chambó y Palés, hiszpańska karmelitanka miłosierdzia, męczennica, błogosławiona (zm. 1936)
- 1890:
  - Xawery Glinka, polski prozaik, poeta, dyplomata, działacz emigracyjny (zm. 1957)
  - Stanisława Zawadzka, polska śpiewaczka operowa (sopran) (zm. 1988)
- 1891:
  - Monta Bell, amerykański reżyser, scenarzysta i producent (zm. 1958)
  - Roger Peckinpaugh, amerykański baseballista (zm. 1977)
  - Renato Petronio, włoski wioślarz (zm. 1976)
- 1892:
  - Lazar Fuks, polski dziennikarz pochodzenia żydowskiego (zm. 1935)
  - Elizabeth Ryan, amerykańska tenisistka (zm. 1979)
- 1893:
  - Roman Ingarden, polski filozof, teoretyk literatury, wykładowca akademicki (zm. 1970)
  - Carrick Paul, nowozelandzki pilot wojskowy, as myśliwski (zm. 1919)
- 1895 – Romuald Sidorski, polski pułkownik dyplomowany piechoty, działacz niepodległościowy (zm. 1956)
- 1897:
  - Jorge Herrán, urugwajski architekt (zm. 1969)
  - Dirk Stikker, holenderski bankier, przemysłowiec, dyplomata, polityk (zm. 1979)
- 1899:
  - Zygmunt Steuermann, polski piłkarz pochodzenia żydowskiego (zm. 1941)
  - Johannes H.F. Umbgrove, holenderski geolog, wykładowca akademicki (zm. 1954)
  - Julián Zugazagoitia, hiszpański dziennikarz, polityk narodowości baskijskiej (zm. 1940)
- 1900:
  - Ludovico Bidoglio, argentyński piłkarz (zm. 1970)
  - Władysława Markiewiczówna, polska pianistka, kompozytorka, pedagog (zm. 1982)
  - Adlai Ewing Stevenson II, amerykański polityk, gubernator stanu Illinois (zm. 1965)
- 1901 – Kazimierz Stańczykowski, polski prawnik, działacz społeczny (zm. 1937)
- 1902:
  - Claus Juell, norweski żeglarz sportowy (zm. 1979)
  - Bronisław Kaper, polski kompozytor muzyki filmowej (zm. 1983)
  - Gordon Persons, amerykański polityk (zm. 1965)
- 1903:
  - Sakari Momoi, japoński superstulatek (zm. 2015)
  - Alfredo Vicente Scherer, brazylijski duchowny katolicki, arcybiskup Porto Alegre, kardynał (zm. 1996)
- 1904:
  - Joseph Edward Mayer, amerykański chemik, wykładowca akademicki (zm. 1983)
  - Marian Schaller, polski piłkarz, trener (zm. 1976)
- 1905:
  - Mohammed Hassan, egipski piłkarz (zm. 1973)
  - Gaetano Lanzi, włoski bokser (zm. 1980)
- 1906:
  - Victor Carlund, szwedzki piłkarz (zm. 1985)
  - John Carradine, amerykański aktor pochodzenia irlandzkiego (zm. 1988)
  - Márton Homonnai, węgierski piłkarz wodny (zm. 1969)
- 1907:
  - Walter Nausch, austriacki piłkarz, trener (zm. 1957)
  - Pierre Pflimlin, francuski polityk (zm. 2000)
- 1908:
  - Edie Ceccarelli, amerykańska superstulatka (zm. 2024)
  - Eugène Weidmann, niemiecki seryjny morderca (zm. 1939)
- 1909:
  - Grażyna Bacewicz, polska kompozytorka, skrzypaczka (zm. 1969)
  - Wagih El-Kashef, egipski piłkarz (zm. 1973)
- 1910:
  - Tullio Grassi, szwajcarski piłkarz, trener (zm. 1985)
  - Felipe Rosas, meksykański piłkarz, trener (zm. 1986)
  - Francisco Varallo, argentyński piłkarz (zm. 2010)
- 1911:
  - Jussi Björling, szwedzki śpiewak operowy (tenor) (zm. 1960)
  - Bohdan Bocianowski, polski grafik, rysownik, karykaturzysta (zm. 1983)
- 1912 – Zbigniew Bąkiewicz, polski major piechoty, cichociemny, żołnierz AK, uczestnik powstania warszawskiego (zm. 1996)
- 1913 – Jicchak Dubno, izraelski podpułkownik (zm. 1948)
- 1914:
  - William S. Burroughs, amerykański pisarz, aktor, scenarzysta filmowy (zm. 1997)
  - Alan Lloyd Hodgkin, brytyjski biochemik, wykładowca akademicki, laureat Nagrody Nobla (zm. 1998)
- 1915:
  - Robert Hofstadter, amerykański fizyk jądrowy, wykładowca akademicki, laureat Nagrody Nobla pochodzenia żydowskiego (zm. 1990)
  - Margaret Millar, amerykańska pisarka pochodzenia kanadyjskiego (zm. 1994)
  - Lawrence Morgan, amerykański jeździec sportowy (zm. 1997)
  - Maria Simma, austriacka mistyczka (zm. 2004)
- 1916:
  - Poul L. Hansen, duński piłkarz (zm. 2002)
  - Ugo Locatelli, włoski piłkarz (zm. 1993)
- 1917:
  - Vivica Bandler, fińska reżyserka teatralna pochodzenia szwedzkiego (zm. 2004)
  - Stanisław Frączysty, polski żołnierz AK, kurier tatrzański (zm. 2009)
- 1918:
  - Vincenzo Fagiolo, włoski duchowny katolicki, biskup Chieti-Vasto, kardynał (zm. 2000)
  - Tim Holt, amerykański aktor (zm. 1973)
  - Eugenia Kosowska, polska poetka ludowa (zm. 2003)
  - Qara Qarayev, azerski kompozytor (zm. 1982)
- 1919:
  - Red Buttons, amerykański aktor (zm. 2006)
  - Ryszard Karłowicz, polski architekt, urbanista (zm. 2007)
  - Andreas Papandreu, grecki polityk, premier Grecji (zm. 1996)
- 1920:
  - Dedë Maçaj, albański duchowny katolicki, męczennik, błogosławiony (zm. 1947)
  - Leda Milewa, bułgarska poetka, dramaturg, tłumaczka, dyplomata (zm. 2013)
  - Franciszek Szlachcic, polski generał brygady MO, polityk, poseł na Sejm PRL minister spraw wewnętrznych, wicepremier, członek Rady Państwa PRL (zm. 1990)
- 1921:
  - Ken Adam, brytyjski scenograf filmowy pochodzenia żydowskiego (zm. 2016)
  - Zbigniew Czajkowski, polski florecista, szablista, trener, teoretyk sportu (zm. 2019)
  - John Pritchard, brytyjski dyrygent (zm. 1989)
- 1922 – Alain de Changy, belgijski kierowca wyścigowy (zm. 1994)
- 1923 – Barbara Willke, amerykańska działaczka pro-life (zm. 2013)
- 1924:
  - Jerzy Kamiński, polski major, inżynier, żołnierz AK, uczestnik powstania warszawskiego (zm. 2018)
  - Duraisamy Simon Lourdusamy, indyjski duchowny katolicki, arcybiskup Bangalore, kardynał (zm. 2014)
  - Aleksandr Matrosow, radziecki żołnierz (zm. 1943)
  - Jan Moor-Jankowski, amerykański prymatolog pochodzenia polskiego (zm. 2005)
  - Anna Sabbat, polska pierwsza dama, działaczka emigracyjna (zm. 2015)
- 1925: Zuzana Chalupová, serbska malarka-prymitywistka pochodzenia słowackiego (zm. 2001)
- 1926:
  - Stefan Gierasch, amerykański aktor (zm. 2014)
  - Atilio López, paragwajski piłkarz, trener (zm. 2016)
  - Wacław Szacoń, polski wojskowy, porucznik WP, żołnierz AK, uczestnik podziemia antykomunistycznego (zm. 2025)
- 1927:
  - Nils-Åke Sandell, szwedzki piłkarz, trener (zm. 1992)
  - Jacob Veldhuyzen van Zanten, holenderski pilot cywilny (zm. 1977)
  - Yūki Shōji, japoński pisarz (zm. 1996)
- 1928:
  - Osvaldo Blasi, argentyński zapaśnik (zm. 2012)
  - Tage Danielsson, szwedzki aktor, reżyser filmowy (zm. 1985)
  - Alfred Kaczmarek, polski samorządowiec, prezydent Kalisza (zm. 2019)
- 1929:
  - Mieczysław Wiśniewski (malarz), polski malarz, wykładowca (zm. 2018)
  - Hal Blaine, amerykański perkusista rockowy (zm. 2019)
  - Jerzy Peltz, polski dziennikarz, krytyk filmowy, uczestnik powstania warszawskiego (zm. 2017)
  - Fred Sinowatz, austriacki polityk, kanclerz Austrii (zm. 2008)
  - Giancarlo Tesini, włoski prawnik, działacz sportowy, polityk, minister transportu (zm. 2023)
- 1930:
  - Kalina Jędrusik, polska aktorka, piosenkarka, artystka kabaretowa (zm. 1991)
  - Aleksandra Kubiak, polska siatkarka (zm. 2021)
  - Kazimierz Urbanik, polski matematyk, wykładowca akademicki (zm. 2005)
- 1931:
  - Wim van Eekelen, holenderski prawnik, polityk, dyplomata, minister obrony, sekretarz generalny UZE (zm. 2025)
  - Giovanni Marra, włoski duchowny katolicki, arcybiskup Mesyny (zm. 2018)
  - Drummond Matthews, brytyjski geolog, geofizyk (zm. 1997)
  - Krystyna Radzikowska, polska szachistka (zm. 2006)
  - Józef Karol Siciak, polski matematyk, wykładowca akademicki (zm. 2017)
  - Irena Szramowska-German, polska aktorka (zm. 2018)
  - Horst Tüller, niemiecki kolarz szosowy i torowy (zm. 2001)
- 1932:
  - Dobrosav Krstić, jugosłowiański piłkarz, trener (zm. 2015)
  - Cesare Maldini, włoski piłkarz, trener (zm. 2016)
  - Mirosław Niziurski, polski kompozytor, krytyk muzyczny (zm. 2015)
  - Hiroaki Satō, japoński piłkarz (zm. 1988)
- 1933:
  - Miguel d’Escoto Brockmann, nikaraguański duchowny katolicki, polityk, dyplomata (zm. 2017)
  - Jörn Donner, fiński aktor, reżyser, scenarzysta, producent i krytyk filmowy (zm. 2020)
  - B.S. Johnson, brytyjski prozaik, poeta (zm. 1973)
  - Miloš Milutinović, jugosłowiański piłkarz, trener (zm. 2003)
  - Alf Petersson, szwedzki lekkoatleta (zm. 2020)
  - Andrzej Piskozub, polski historyk, wykładowca akademicki (zm. 2021)
- 1934:
  - Hank Aaron, amerykański baseballista (zm. 2021)
  - Jerzy Piekarzewski, polski działacz sportowy i społeczny (zm. 2024)
  - Ignaz Puschnik, austriacki piłkarz (zm. 2020)
- 1935:
  - Alex Harvey, brytyjski gitarzysta, piosenkarz (zm. 1982)
  - Sandra Paretti, niemiecka pisarka (zm. 1994)
  - Adolf Ryszka, polski rzeźbiarz (zm. 1995)
  - Fernando Claudio Zawislak, brazylijski fizyk
- 1936:
  - Krzysztof Cander, polski malarz (zm. 2006)
  - Maria Gąsienica Daniel-Szatkowska, polska narciarka alpejska (zm. 2016)
  - Claude Giraud, francuski aktor (zm. 2020)
  - Michel Rousseau, francuski kolarz torowy (zm. 2016)
  - Norma Thrower, australijska lekkoatletka, płotkarka
- 1937:
  - Rolf Bock, niemiecki trener piłkarski (zm. 2022)
  - Gaston Roelants, belgijski lekkoatleta, długodystansowiec
- 1938:
  - Ramón de Algeciras, hiszpański gitarzysta flamenco, kompozytor, autor tekstów piosenek (zm. 2009)
  - Tariq Aziz, pakistański hokeista na trawie
  - Juliusz Foss, polski dziennikarz (zm. 1988)
- 1939:
  - Rüstəm İbrahimbəyov, azerski scenarzysta i producent filmowy (zm. 2022)
  - Kazimierz Trafas, polski geograf, kartograf (zm. 2004)
  - Jack Yerman, amerykański lekkoatleta, sprinter
- 1940:
  - Bodo Bittner, niemiecki bobsleista (zm. 2012)
  - Kazuo Chiba, japoński nauczyciel aikido (zm. 2015)
  - Hans Rudolf Giger, szwajcarski malarz (zm. 2014)
  - Roland Mitoraj, francuski piłkarz pochodzenia polskiego
  - Charlie Monk, australijski żużlowiec
  - Krystyna Pabjańczyk-Likszo, polska koszykarka (zm. 2015)
  - Maciej Zieliński, polski prawnik (zm. 2020)
- 1941:
  - Stephen J. Cannell, amerykański aktor, scenarzysta i producent telewizyjny (zm. 2010)
  - Ferdinand Deda, albański kompozytor, dyrygent (zm. 2003)
  - Wadim Gulajew, rosyjski piłkarz wodny (zm. 1988)
  - Janusz Jurczak, polski chemik, wykładowca akademicki
  - Rick Laird, irlandzki basista, członek zespołu The Mahavishnu Orchestra (zm. 2021)
  - David Selby, amerykański aktor
  - Barrett Strong, amerykański piosenkarz, autor tekstów (zm. 2023)
  - Kaspar Villiger, szwajcarski przemysłowiec, polityk, prezydent Szwajcarii
  - Gareth Williams, brytyjski polityk (zm. 2003)
- 1942:
  - Susan Hill, brytyjska pisarka, krytyk literacki
  - Giovanni Innocenzo Martinelli, włoski duchowny katolicki, biskup, wikariusz apostolski Trypolisu (zm. 2019)
  - Jan Pieszko, polski piłkarz, trener (zm. 2022)
  - Andrzej Wohl, polski aktor, reżyser i producent filmowy (zm. 2009)
- 1943:
  - Nolan Bushnell, amerykański przedsiębiorca, autor gier komputerowych
  - Iwan Czeriepnin, amerykański kompozytor, dyrygent, pedagog pochodzenia rosyjskiego (zm. 1998)
  - Janina Goss, polska radczyni prawna
  - Michael Mann, amerykański reżyser, scenarzysta i producent filmowy pochodzenia żydowskiego
  - Giuseppe Ravano, włoski jeździec sportowy
  - Szamseddin Sejjed Abbasi, irański zapaśnik (zm. 2004)
  - Dušan Uhrin, słowacki piłkarz, trener
- 1944:
  - Martin Ashby, angielski żużlowiec
  - John Beasley, amerykański koszykarz (zm. 2022)
  - Al Kooper, amerykański muzyk, członek zespołu Blood, Sweat and Tears
  - Marian Nowy, polski dziennikarz
  - Jerzy Szaflik, polski okulista, wykładowca akademicki
- 1945:
  - Marek Barbasiewicz, polski aktor
  - Michael Courtney, irlandzki duchowny katolicki, arcybiskup, nuncjusz apostolski (zm. 2003)
  - Mino Denti, włoski kolarz szosowy
  - Krystyna Lisiecka, polska lekkoatletka, sprinterka i wieloboistka, ekonomistka (zm. 2023)
  - Leszek Mądzik, polski reżyser i scenograf teatralny, malarz, fotograf (zm. 2025)
  - Józef Różak, polski biathlonista, biegacz narciarski
- 1946:
  - Felipe Estévez, amerykański duchowny katolicki pochodzenia kubańskiego, biskup Saint Augustine
  - Bogumił Jakubiak, polski meteorolog (zm. 2021)
  - Charlotte Rampling, brytyjska aktorka, modelka
- 1947:
  - Mary Cleave, amerykańska astronautka (zm. 2023)
  - Eduardo Antunes Coimbra, brazylijski piłkarz, trener
  - Benoît Jacquot, francuski reżyser filmowy
  - Kazimierz Kik, polski politolog, wykładowca akademicki, publicysta
  - David Ladd, amerykański aktor, producent filmowy i telewizyjny pochodzenia żydowskiego
  - Lech Marchelewski, polski podpułkownik pilot (zm. 2007)
  - Clemente Mastella, włoski polityk
  - Agostinho Oliveira, portugalski piłkarz, trener
  - Arkadiusz Płoski, polski matematyk, samorządowiec, prezydent Kielc (zm. 2024)
- 1948:
  - Sven-Göran Eriksson, szwedzki piłkarz, trener (zm. 2024)
  - Christopher Guest, amerykański aktor, reżyser filmowy, kompozytor
  - Barbara Hershey, amerykańska aktorka
  - Errol Morris, amerykański reżyser, scenarzysta i producent filmowy
  - Roy Norris, amerykański seryjny morderca (zm. 2020)
  - Tom Wilkinson, brytyjski aktor (zm. 2023)
- 1949:
  - Igor Achba, abchaski polityk, dyplomata
  - Nuala Ahern, irlandzka polityk, eurodeputowana
  - Kurt Beck, niemiecki polityk
- 1950:
  - Dorota Bonemberg, polska piłkarka ręczna
  - Xavier Caers, belgijski piłkarz
  - Jordan Kerner, amerykański producent filmowy i telewizyjny
  - Andrew Marak, indyjski duchowny katolicki, biskup Tury
  - Elżbieta Ostojska, polska siatkarka
- 1951:
  - Aleksandr Aleksiejew, rosyjski dyplomata
  - Rubén Cano, hiszpański piłkarz pochodzenia argentyńskiego
  - Wojciech Iwański, polski dokumentalista, reżyser i producent telewizyjny
  - Piotr Janowski, polski skrzypek (zm. 2008)
  - Ryūsei Nakao, japoński aktor, piosenkarz
  - Krystyna Olczyk, polska biolog, wykładowczyni akademicka
  - Robin Sachs, brytyjski aktor (zm. 2013)
- 1952:
  - Mohammad Abdel-Hamid Bejdun, libański matematyk, polityk (zm. 2022)
  - Daniel Balavoine, francuski piosenkarz (zm. 1986)
  - Stanisław Cybula, polski samorządowiec, starosta powiatu drawskiego
  - Jerzy Czepułkowski, polski nauczyciel, samorządowiec, polityk, poseł na Sejm RP (zm. 2020)
  - Parwiz Dawudi, irański ekonomista, polityk, wiceprezydent Iranu (zm. 2024)
  - José Javier Travieso Martín, hiszpański duchowny katolicki, wikariusz apostolski San José de Amazonas
- 1953:
  - Freddie Aguilar, filipiński piosenkarz, kompozytor (zm. 2025)
  - Peter Arntz, holenderski piłkarz
  - John Beilein, amerykański trener koszykówki
  - Gustavo Benítez, paragwajski piłkarz, trener
  - Edward Nęcka, polski psycholog
  - Kate Trotter, kanadyjska aktorka
- 1954:
  - Alan Grahame, angielski żużlowiec (zm. 2021)
  - Cliff Martinez, amerykański perkusista, kompozytor muzyki filmowej
  - Robert McElroy, amerykański duchowny katolicki, biskup San Diego
- 1955:
  - Władysław Kustra, polski siatkarz (zm. 2022)
  - Giovanni Mantovani, włoski kolarz szosowy i torowy
  - Jan Musiał, polski samorządowiec, polityk, poseł na Sejm RP
  - Kenji Ōba, japoński aktor, kaskader
  - Teresa Piotrowska, polska polityk, poseł na Sejm RP, minister spraw wewnętrznych
  - Markus Ryffel, szwajcarski lekkoatleta, długodystansowiec
- 1956:
  - Vinnie Colaiuta, amerykański perkusista
  - Romuald Kłos, polski aktor
  - Bruce Marchiano, amerykański aktor
  - Zbigniew Seweryn, polski malarz, ilustrator
  - Krzysztof Tyniec, polski aktor, konferansjer, tancerz
- 1957:
  - Jüri Tamm, estoński lekkoatleta, młociarz, polityk (zm. 2021)
  - Tarmo Uusivirta, fiński bokser (zm. 1999)
  - Andrzej Walas, polski rugbista, szermierz, kolekcjoner sztuki (zm. 2025)
  - Craig Wilson, amerykański piłkarz wodny
- 1958:
  - Gregory Vaitl Boyer, amerykański piłkarz wodny
  - Wendell Downswell, jamajski piłkarz, trener
  - Masahiko Ozaki, japoński kolarz torowy
  - Frank Pagelsdorf, niemiecki piłkarz, trener
  - Andrzej Ryński, polski samorządowiec, marszałek województwa warmińsko-mazurskiego
- 1959:
  - Dan Cramling, szwedzki szachista
  - Jennifer Granholm, amerykańska polityk pochodzenia kanadyjskiego
  - Urszula Koszutska, polska psycholog, polityk, poseł na Sejm RP
  - Jurij Panczenko, ukraiński siatkarz
- 1960:
  - Iwona Chmielewska, polska pisarka, ilustratorka
  - Bonnie Crombie, kanadyjska polityczka polskiego pochodzenia
  - Csaba Hende, węgierski prawnik, polityk
  - Natsumi Itsuki, japońska mangaka
  - Arvydas Mockus, litewski inżynier-mechanik, polityk
  - Sanasar Oganisian, ormiański zapaśnik
- 1961:
  - Dariusz Goczał, polski reżyser i producent filmowy
  - Roman Kierpacz, polski zapaśnik
  - Tim Meadows, amerykański aktor, komik
- 1962:
  - Jennifer Jason Leigh, amerykańska aktorka
  - Marek Luzar, polski malarz, reżyser filmów animowanych, realizator programów telewizyjnych, dokumentalista, reżyser teatralny
  - Michał Sobkowski, polski chemik, wykładowca akademicki
- 1963:
  - Pako Ayestarán, hiszpański trener piłkarski
  - Vincenzo Esposito, włoski piłkarz, trener
  - Susan Featherly, amerykańska aktorka erotyczna
  - Reiner Heugabel, niemiecki zapaśnik
  - Goran Jurić, chorwacki piłkarz
  - Connie Meijer, holenderska kolarka szosowa (zm. 1988)
  - Faradż Abd al-Munim Muhammad, egipski zapaśnik
  - Henryk Wnorowski, polski ekonomista, wykładowca akademicki, polityk, poseł na Sejm RP
- 1964:
  - Kazimierz Gołojuch, polski polityk, poseł na Sejm RP
  - Laura Linney, amerykańska aktorka
  - Duff McKagan, amerykański multiinstrumentalista, członek zespołów: Guns N’ Roses, The Fartz, 10 Minute Warning, Neurotic Outsiders, Velvet Revolver, The Gentlemen i Jane’s Addiction
  - Piotr Trzaskalski, polski reżyser filmowy
- 1965:
  - Andrzej Grzela, polski chirurg, muzyk, wokalista, członek zespołu Ryczące Dwudziestki (zm. 2024)
  - Gheorghe Hagi, rumuński piłkarz, trener
  - Quique Sánchez Flores, hiszpański piłkarz, trener
  - Ralf Scheepers, niemiecki wokalista, członek zespołów Gamma Ray i Primal Fear
- 1966:
  - Oscar Florencio, filipiński duchowny katolicki, biskup polowy Filipin
  - Natalja Kaspierska, rosyjska bizneswoman
  - Yvon Okemba, kongijski piłkarz
  - Rok Petrovič, słoweński narciarz alpejski (zm. 1993)
  - Derrick Rossi, kanadyjski biolog, przedsiębiorca pochodzenia maltańskiego
  - Mourad Slatni, algierski piłkarz
  - Vincent Tulli, francuski inżynier dźwięku, mikser, edytor, aktor
- 1967:
  - Aldo Da Pozzo, argentyński piłkarz, bramkarz, trener
  - Olafur Eliasson, duńsko-islandzki artysta
  - Besnik Fetai, macedoński ekonomista, polityk pochodzenia albańskiego
  - Chris Parnell, amerykański aktor, komik
  - Frederick Pitcher, naurański koszykarz, działacz sportowy, polityk, prezydent Nauru
  - Gad Rechlis, izraelski szachista
- 1968:
  - Roberto Alomar, portorykański baseballista
  - Francisco de Assis Gabriel dos Santos, brazylijski duchowny katolicki, biskup Campo Maior
  - Marcus Grönholm, fiński kierowca rajdowy
  - Peter Woodring, amerykański piłkarz
- 1969:
  - Bobby Brown, amerykański piosenkarz, tancerz
  - Billy Dodds, szkocki piłkarz
  - Agata Gawrońska-Bauman, polska aktorka
  - Frédéric Magné, francuski kolarz torowy
  - Michael Sheen, walijski aktor
  - Przemysław Waingertner, polski historyk, publicysta, profesor nauk humanistycznych (zm. 2024)
- 1970:
  - Astrid Kumbernuss, niemiecka lekkoatletka, kulomiotka
  - Rubi, hiszpański piłkarz, trener
  - Michał Śliwiński, ukraiński i polski kajakarz, kanadyjkarz
  - Florian Wörner, niemiecki duchowny katolicki, biskup pomocniczy Augsburga
- 1971:
  - Gabriel Caballero, meksykański piłkarz, trener pochodzenia argentyńskiego
  - David Chisum, amerykański aktor
  - Krzysztof Cwalina, polski pływak
  - Sara Evans, amerykańska piosenkarka country, autorka tekstów
  - Dennis Hall, amerykański zapaśnik
  - Artur Janusiak, polski aktor
  - Sophie Lefranc-Duvillard, francuska narciarka alpejska (zm. 2017)
  - Terézia Mora, niemiecka pisarka, scenarzystka filmowa, tłumaczka pochodzenia węgierskiego
- 1972:
  - Philip Davies, brytyjski polityk
  - Nicole Humbert, niemiecka lekkoatletka, tyczkarka
  - Maria, królowa Danii
  - Skiper Yáñez Calvachi, ekwadorski duchowny katolicki, biskup Babahoyo
- 1973:
  - Deng Yaping, chińska tenisistka stołowa
  - Piotr Krzystek, polski prawnik, polityk, samorządowiec, prezydent Szczecina
  - Trijntje Oosterhuis, holenderska piosenkarka
  - Leszek Pietraszek, polski menedżer i funkcjonariusz służb specjalnych, wicemarszałek województwa śląskiego
  - Diego Serrano, amerykański aktor pochodzenia ekwadorskiego
  - Chris Soule, amerykański skeletonista
- 1974:
  - Piotr Baron, polski żużlowiec, trener
  - Jesper Blomqvist, szwedzki piłkarz
  - Dariusz Brejta, polski hokeista
  - Elos Elonga-Ekakia, kongijski piłkarz
  - Nadine Ernsting-Krienke, niemiecka hokeistka na trawie
  - Erica Johansson, szwedzka lekkoatletka, skoczkini w dal
  - Goran Kalamiza, chorwacki koszykarz
  - Juha Tapio, fiński piosenkarz, gitarzysta
  - Edward Tarlecki, ukraiński i białoruski artysta, drag queen, konferansjer, kostiumolog, dziennikarz pochodzenia polskiego
  - Sibelis Veranes, kubańska judoczka
- 1975:
  - Giovanni van Bronckhorst, holenderski piłkarz
  - Adam Carson, amerykański perkusista, członek zespołu AFI
  - Wojciech Drożdż, ekonomista, samorządowiec, wicemarszałek województwa zachodniopomorskiego
  - Alison Hammond, brytyjska osobowość telewizyjna, aktorka
  - Denys Hotfrid, ukraiński sztangista
  - Nordin Jbari, belgijski piłkarz pochodzenia marokańskiego
  - Radosław Sikora, polski historyk, publicysta, wykładowca akademicki
- 1976:
  - John Aloisi, australijski piłkarz
  - Abhishek Bachchan, indyjski aktor
  - Nancy Feber, belgijska tenisistka
  - Tomasz Kamuda, polski siatkarz, trener
  - Eduardo Ray Márquez, nikaraguański bokser
- 1977:
  - Ben Ainslie, brytyjski żeglarz sportowy
  - Ivan Đurđević, serbski piłkarz
  - Andrejs Prohorenkovs, łotewski piłkarz (zm. 2025)
  - Elin Topuzakow, bułgarski piłkarz, trener
- 1978:
  - Konrad Góra, polski poeta
  - Marcin Rosłoń, polski dziennikarz i komentator sportowy
  - Samuel Sánchez, hiszpański kolarz szosowy
  - Anvarjon Soliyev, uzbecki piłkarz
- 1979:
  - Paulo Gonçalves, portugalski motocyklista rajdowy (zm. 2020)
  - Mirko Hrgović, bośniacki piłkarz pochodzenia chorwackiego
  - Charles Bradley Huff, amerykański kolarz szosowy i torowy
  - Steve Lekoelea, południowoafrykański piłkarz
  - Kelly Liggan, irlandzka tenisistka
  - Raphael de Oliveira, brazylijski lekkoatleta, sprinter
  - Ilaria Salvatori, włoska florecistka
  - Maarten Solleveld, holenderski szachista
- 1980:
  - Cristian Dancia, rumuński piłkarz
  - Reggie Davani, papuaski piłkarz
  - Borys Kossakowski, polski dziennikarz, prozaik, poeta, muzyk
  - Jo Swinson, szkocka polityk
- 1981:
  - Crystle Lightning, kanadyjska aktorka
  - José Pinto, portugalski rugbysta
  - Wesam Rizik, katarski piłkarz pochodzenia palestyńskiego
  - Lukas Windra, grecki piłkarz pochodzenia czeskiego
  - Nora Zehetner, amerykańska aktorka
  - Julie Zenatti, francuska piosenkarka
- 1982:
  - Deidra Dionne, kanadyjska narciarka dowolna
  - Han Yoo-mi, południowokoreańska siatkarka
  - Marc Kennedy, kanadyjski curler
  - Tomáš Kopecký, słowacki hokeista
  - Dordżijn Narmandach, mongolski zapaśnik
  - Rodrigo Palacio, argentyński piłkarz
  - Jennifer Suhr, amerykańska lekkoatletka, tyczkarka
- 1983:
  - Sajjid Muhammad Adnan, bahrajński piłkarz
  - Anja Hammerseng-Edin, norweska piłkarka ręczna
  - Meghan Musnicki, amerykańska wioślarka
  - Eliseo Quintanilla, salwadorski piłkarz
  - Tiffany Ross-Williams, amerykańska lekkoatletka, płotkarka i sprinterka
  - Yoon Jae-young, południowokoreańska tenisistka stołowa
- 1984:
  - Kily Álvarez, piłkarz z Gwinei Równikowej
  - Edgaras Česnauskis, litewski piłkarz
  - Daniił Konstantinow, rosyjski prawnik, polityk, obrońca praw człowieka
  - Petter Vaagan Moen, norweski piłkarz
  - Rob Mayth, niemiecki didżej, producent muzyczny
  - Michael Nell, kanadyjski skoczek narciarski
  - Trond Olsen, norweski piłkarz
  - Ludovic Sylvestre, francuski piłkarz pochodzenia gwadelupskiego
  - Carlos Tévez, argentyński piłkarz
- 1985:
  - Dawit Bedinadze, gruziński zapaśnik
  - Nils Jakob Hoff, norweski wioślarz
  - Albert Kuziłow, gruziński sztangista pochodzenia osetyjskiego
  - Maciej Lampe, polski koszykarz
  - Robert Lijesen, holenderski pływak
  - Bartek Pieszka, polski wibrafonista i kompozytor jazzowy, pedagog
  - Renata Pliś, polska lekkoatletka, biegaczka średniodystansowa
  - Steve Purdy, amerykańsko-salwadorski piłkarz
  - Cristiano Ronaldo, portugalski piłkarz
  - Çiljeta Xhilaga, albańska piosenkarka, modelka
- 1986:
  - Niels Albert, belgijski kolarz przełajowy
  - Vedran Ćorluka, chorwacki piłkarz
  - Manuel Fernandes, portugalski piłkarz
  - Sekope Kepu, australijski i nowozelandzki rugbysta
  - Roger Kluge, niemiecki kolarz torowy i szosowy
  - Janne Korpi, fiński snowboardzista
  - Louis Picamoles, francuski rugbysta
  - Katarzyna Sójka, polska lekarka, działaczka samorządowa, polityk, poseł na Sejm RP, minister zdrowia
  - Jānis Strenga, łotewski bobsleista
- 1987:
  - Ousmane Berthé, malijski piłkarz
  - Adéla Bruns, czeska strzelczyni sportowa
  - Pamela Cartagena, portorykańska siatkarka
  - Darren Criss, amerykański aktor, piosenkarz, kompozytor
  - Özge Gürel, turecka aktorka
  - Curtis Jerrells, amerykański koszykarz
  - Szaj Maestro, izraelski pianista jazzowy
  - Linus Omark, szwedzki hokeista
  - Olli Pekkala, fiński skoczek narciarski
- 1988:
  - Eric Bicfalvi, rumuński piłkarz
  - Rolanda Demčenko, litewska lekkoatletka, tyczkarka
  - Natalie Geisenberger, niemiecka saneczkarka
  - Henri Junghänel, niemiecki strzelec sportowy
  - Ołena Nowhorodczenko, ukraińska siatkarka
  - Markus Ragger, austriacki szachista
  - Patrycja Volny, polska aktorka, piosenkarka
  - Kamila Wesołowska, polska brydżystka
- 1989:
  - Karen Bennett, brytyjska wioślarka
  - Dmytro Chowbosza, ukraiński piłkarz
  - Marina Mielnikowa, rosyjska tenisistka
  - Jeremy Sumpter, amerykański aktor
  - Distel Zola, kongijski piłkarz
- 1990:
  - Dmitrij Andriejkin, rosyjski szachista
  - Mateusz Cholewiak, polski piłkarz
  - Charlbi Dean, południowoafrykańska aktorka, modelka (zm. 2022)
  - Ibrahim Faradż, egipski zapaśnik
  - Lars Gerson, luksemburski piłkarz pochodzenia norweskiego
  - Błażej Mielcarek, polski judoka
  - Karolina Naja, polska kajakarka
  - Jordan Rhodes, szkocki piłkarz
  - Nick Vogel, amerykański siatkarz
- 1991:
  - Nabil Bahoui, szwedzki piłkarz pochodzenia marokańskiego
  - Tiffany Clarke, amerykańska koszykarka
  - Anthony McGill, szkocki snookerzysta
  - Terrence Ross, amerykański koszykarz
  - Anna Sloan, szkocka curlerka
- 1992:
  - Lee Dae-hoon, południowokoreański taekwondzista
  - Neymar, brazylijski piłkarz
  - Elmira Syzdykowa, kazachska zapaśniczka
  - Kejsi Tola, albańska piosenkarka
  - Carina Vogt, niemiecka skoczkini narciarska
  - Stefan de Vrij, holenderski piłkarz
- 1993:
  - Marcel Kanarek, polski szachista
  - Adam Ondra, czeski wspinacz
  - Chasson Randle, amerykański koszykarz
  - Rim Jong-sim, północnokoreańska sztangistka
  - Anastasija Wojnowa, rosyjska kolarka torowa
- 1994:
  - Yaseen Al-Sheyadi, omański piłkarz
  - Antonio Briseño, meksykański piłkarz
  - Ihsan Haddad, jordański piłkarz
  - Francesco Lamon, włoski kolarz szosowy i torowy
  - Li Xuanxu, chińska pływaczka
  - Liván Osoria, kubański siatkarz
  - Alexis Prince, amerykańska koszykarka
  - Zheng Saisai, chińska tenisistka
- 1995:
  - Paul Arriola, amerykański piłkarz pochodzenia meksykańskiego
  - Eryc Castillo, ekwadorski piłkarz
  - Rouguy Diallo, francuska lekkoatletka, trójskoczkini
  - Adnan Januzaj, belgijski piłkarz pochodzenia albańskiego
  - Chris McCullough, amerykański koszykarz
  - Guram Tusziszwili, gruziński judoka
- 1996:
  - Dimitri Bergé, francuski żużlowiec
  - Patryk Biernacki, polski piłkarz ręczny
  - Agata Nowak, polska strzelczyni sportowa
  - Anete Sietiņa, łotewska lekkoatletka, oszczepniczka
- 1997:
  - Françoise Abanda, kanadyjska tenisistka pochodzenia kameruńskiego
  - Patrick Roberts, angielski piłkarz
- 1998:
  - Rodions Kurucs, łotewski koszykarz
  - Sara Tomic, australijska tenisistka pochodzenia chorwacko-bośniackiego
- 1999:
  - Juan Berrocal, hiszpański piłkarz
  - Jaka Bijol, słoweński piłkarz
  - Manuel Gamboa, panamski piłkarz
  - Amanuel Gebremichael, etiopski piłkarz
  - Carlos Gutiérrez, meksykański piłkarz
- 2000:
  - Michaela Beck, amerykańska zapaśniczka
  - Vesel Demaku, austriacki piłkarz pochodzenia kosowskiego
  - Tomáš Ostrák, czeski piłkarz
  - Bartłomiej Pelczar, polski koszykarz
  - Thomas Rettenegger, austriacki kombinator norweski
  - Katarina Zawacka, ukraińska tenisistka
- 2001:
  - Kristian Biłowar, ukraiński piłkarz
  - Erick Lemus, gwatemalski piłkarz
  - Duncan McGuire, amerykański piłkarz
  - Amin Tabatabai, irański szachista
- 2002 – Davis Cleveland, amerykański aktor, raper, piosenkarz
- 2003 – Emanuel Schmid, niemiecki skoczek narciarski
- 2006 – Pedro, brazylijski piłkarz
- 2009 – Abhimanyu Mishra, amerykański szachista pochodzenia indyjskiego
- 2016 – Jigme Namgyel Wangchuck, bhutański książę, następca tronu

## Zmarli
- 251 – Agata Sycylijska, dziewica, męczennica, święta katolicka i prawosławna (ur. 235)
- 970 – Polieuktos, patriarcha Konstantynopola (ur. ?)
- 1157 – Konrad Wielki, margrabia Miśni i Łużyc (ur. ?)
- 1170 – Werner, polski duchowny katolicki, biskup płocki pochodzenia niemieckiego (ur. ?)
- 1518 – Francisco de Remolins, hiszpański duchowny katolicki, biskup pomocniczy Lleidy, biskup Fermo, arcybiskup Sorrento, kardynał (ur. 1462)
- 1520 – Sten Sture Młodszy Svantesson, regent Szwecji (ur. 1493)
- 1597 – Męczennicy z Nagasaki:
  - Marcin a’Aguirre, hiszpański franciszkanin, męczennik, święty (ur. 1567)
  - Franciszek Blanco, hiszpański franciszkanin, męczennik, święty (ur. ok. 1567)
  - Piotr Chrzciciel Blázquez, hiszpański franciszkanin, męczennik, święty (ur. 1542)
  - Filip od Jezusa de Las Casas, franciszkanin, męczennik, święty (ur. 1572)
  - Gonsalwy Garcia, portugalski franciszkanin, męczennik, święty (ur. 1562)
  - Jakub Kisai, japoński jezuita, męczennik, święty (ur. 1533)
  - Paweł Miki, japoński jezuita, męczennik, święty (ur. 1565)
  - Jan Sōan, japoński jezuita, męczennik, święty (ur. 1578)
- 1614 – Jakob Ebert, niemiecki teolog, pisarz, uczony (ur. 1549)
- 1617 – Stanisław Lanckoroński, polski magnat, polityk (ur. ok. 1585)
- 1628 – Wacław Kiełczewski, polski szlachcic, polityk (ur. ?)
- 1635 – Joos de Momper, flamandzki malarz (ur. 1564)
- 1637:
  - Józef Welamin Rutski, greckokatolicki metropolita kijowski, organizator Kościoła unickiego w Rzeczypospolitej, reformator zakonu bazylianów (ur. 1574)
  - Jakub Szczawiński, polski szlachcic, polityk (ur. 1577)
- 1639 – Augusta Oldenburg, księżniczka Danii i Norwegii, księżna Holsztynu-Gottorp (ur. 1580)
- 1661 – Shunzhi, cesarz Mandżurii i Chin (ur. 1638)
- 1664 – Christen Aagaard, duński poeta (ur. 1616)
- 1676 – Stefan Cedrowski, polski szlachcic, polityk (ur. ?)
- 1679 – Joost van den Vondel, niderlandzki dramatopisarz, poeta (ur. 1587)
- 1693 – Karl Franz Neander von Petersheide, niemiecki duchowny katolicki, biskup pomocniczy wrocławski (ur. 1626)
- 1696 – Teodozjusz Czernihowski, rosyjski biskup i święty prawosławny (ur. ?)
- 1697 – Coenraat Scholten, holenderski dyplomata (ur. 1659)
- 1705 – Philipp Jacob Spener, niemiecki teolog luterański (ur. 1635)
- 1706 – Pierre-Armand du Cambout de Coislin, francuski duchowny katolicki, biskup Orleanu, kardynał (ur. 1636)
- 1714 – Carlo Fontana, tesyński architekt (ur. 1634)
- 1721 – James Stanhope, brytyjski arystokrata, generał, dyplomata, polityk (ur. 1673)
- 1722 – Éléonore d'Esmier d'Olbreuse, francuska arystokratka (ur. 1639)
- 1758 – Ferdinand Julius von Troyer, austriacki duchowny katolicki, arcybiskup ołomuniecki (ur. 1698)
- 1766 – Leopold von Daun, austriacki feldmarszałek, polityk (ur. 1705)
- 1769 – Cajsa Warg, szwedzka autorka książek kucharskich (ur. 1703)
- 1790 – William Cullen, szkocki lekarz, chemik (ur. 1710)
- 1799 – Tadeusz Kociełł, polski szlachcic, polityk, generał major (ur. 1736)
- 1803:
  - (data zaginięcia) George Bass, brytyjski lekarz, podróżnik (ur. 1771)
  - Giovanni Battista Casti, włoski poeta, librecista, satyryk (ur. 1724)
- 1807 – Pasquale Paoli, korsykański bohater narodowy (ur. 1725)
- 1817 – Tomasz Adam Ostrowski, polski hrabia, polityk (ur. 1735)
- 1818:
  - Karol XIII, król Szwecji i Norwegii (ur. 1748)
  - Alois von Reding, szwajcarski dowódca wojskowy, polityk, bohater narodowy (ur. 1765)
- 1820 – Tadeusz Brzozowski, polski jezuita, generał zakonu (ur. 1849)
- 1822 – Ali Pasza z Tepeleny, możnowładca osmański, lennik sułtana, a następnie niezależny władca Epiru  (ur. 1741)
- 1825 – Elżbieta Canori Mora, włoska tercjarka, błogosławiona (ur. 1774)
- 1826 – Andrzej Franciszek Ksawery Dybek, polski chirurg (ur. 1783)
- 1843 – Seweryn Zenon Sierpiński, polski pisarz, regionalista (ur. 1815)
- 1852 – Julian Goslar, polski działacz rewolucyjny (ur. 1820)
- 1859 – Alecu Russo, mołdawsko-rumuński pisarz, polityk (ur. 1819)
- 1861 – Pierre Bosquet, francuski generał, marszałek Francji (ur. 1910)
- 1867 – Johann Adam Philipp Hepp, niemiecki lekarz, lichenolog (ur. 1797)
- 1874 – Alfred Conkling, amerykański polityk (ur. 1789)
- 1875:
  - William Alfred Buckingham, amerykański polityk (ur. 1804)
  - Arthur von Ramberg, austriacki malarz (ur. 1819)
- 1881:
  - Thomas Carlyle, szkocki pisarz, historyk, filozof historii (ur. 1795)
  - Franciszka Kinsky von Wchinitz und Tettau, księżna Liechtensteinu (ur. 1813)
- 1882 – José Selgas, hiszpański poeta, prozaik, dziennikarz (ur. 1822)
- 1884:
  - Maria Anna, infantka portugalska, księżniczka z dynastii Bragança i Sachsen-Coburg-Gotha (ur. 1843)
  - Adolf Krummacher, protestancki teolog i tekściarz kościelnych piosenek (ur. 1824)
- 1887 – Teofil Żebrawski, polski matematyk, architekt, biolog, archeolog, kartograf, geodeta, bibliograf (ur. 1800)
- 1888 – Anton Mauve, holenderski malarz (ur. 1838)
- 1891 – Józef Wesołowski, polski adwokat, polityk (ur. ok. 1817)
- 1892 – Stephan Schulzer von Müggenburg, węgiersko-chorwacki oficer, mykolog (ur. 1802)
- 1894 – Auguste Vaillant, francuski anarchista, zamachowiec (ur. 1861)
- 1896 – Jan Antoni Golański, polski malarz, dziennikarz, publicysta (ur. 1844)
- 1899 – Konstanty Rudzki, polski inżynier, przemysłowiec, działacz społeczny i gospodarczy (ur. 1820)
- 1902 – Tuwia Gutman, polski rabin (ur. ?)
- 1905 – Antoine Alphonse Chassepot, francuski konstruktor broni strzeleckiej (ur. 1833)
- 1907 – Ludwig Thuille, austriacki kompozytor (ur. 1861)
- 1909 – Andrew Price, amerykański plantator, prawnik, polityk (ur. 1854)
- 1913 – Johan Casimir Ehrnrooth, rosyjski oficer i polityk pochodzenia fińsko-szwedzkiego, premier Księstwa Bułgarii (ur. 1833)
- 1915 – Gustaw Arnold Fibiger I, polski budowniczy fortepianów, przemysłowiec (ur. 1847)
- 1916 – Michał Arct, polski księgarz, wydawca, encyklopedysta (ur. 1840)
- 1917:
  - Édouard Drumont, francuski nacjonalista, publicysta, pisarz (ur. 1884)
  - Charles Stanhope, brytyjski arystokrata, gracz w polo (ur. 1844)
- 1919 – William Michael Rossetti, brytyjski pisarz, krytyk literacki (ur. 1829)
- 1922 – Eduard Slavoljub Penkala, chorwacki inżynier, wynalazca (ur. 1871)
- 1925:
  - Antti Aarne, fiński folklorysta (ur. 1867)
  - Arie Izaak Goldfarb, niemiecki polityk, przemysłowiec, honorowy obywatel miasta Starogard Gdański (ur. 1855)
- 1926 – Sigmund Exner, austriacki fizjolog (ur. 1846)
- 1927 – Inayat Khan, hinduski mistyk, muzyk (ur. 1882)
- 1928 – Jezus Méndez Montoya, meksykański duchowny katolicki, męczennik, święty (ur. 1880)
- 1929:
  - Katherine Bröske, niemiecka taterniczka, alpinistka (ur. ?)
  - Karl Friedrich Geldner, niemiecki iranista, indolog (ur. 1852)
  - Lewis McIntosh, irlandzki rugbysta (ur. ok. 1858)
- 1932 – Józef Krasny, polski działacz rewolucyjny i komunistyczny, funkcjonariusz sowieckich służb specjalnych (ur. 1887)
- 1936 – Timothy O’Connor, nowozelandzki rugbysta (ur. 1860)
- 1937:
  - Lou Andreas-Salomé, niemiecka pisarka (ur. 1861)
  - André Favory, francuski malarz, rysownik, ilustrator (ur. 1888)
- 1938 – Hans Litten, niemiecki prawnik, adwokat, antynazista pochodzenia żydowskiego (ur. 1903)
- 1939:
  - Konstanty Chyliński, polski historyk, polityk, minister wyznań religijnych i oświecenia publicznego (ur. 1881)
  - Jan Kopczyński, polski prawnik, adwokat, sędzia i prezes Najwyższego Trybunału Administracyjnego (ur. 1876)
- 1940:
  - Hermann Baranowski, niemiecki funkcjonariusz i zbrodniarz nazistowski (ur. 1884)
  - Ludwik Haase, polski duchowny katolicki, działacz społeczny pochodzenia żydowskiego (ur. 1872 lub 73)
  - Sofija Rusowa, ukraińska pisarka, działaczka społeczna i polityczna, nauczycielka (ur. 1856)
  - Isaak Szapiro, radziecki starszy major bezpieczeństwa, polityk pochodzenia żydowskiego (ur. 1895)
- 1941:
  - Samuel Baum, polski architekt pochodzenia żydowskiego (ur. 1898)
  - Antoni Korczok, polski duchowny katolicki, historyk Kościoła (ur. 1891)
  - Banjo Paterson, australijski poeta, dziennikarz (ur. 1864)
  - Otto Strandman, estoński prawnik, polityk, premier i naczelnik Estonii (ur. 1875)
- 1942:
  - Józef Jakubowski, polski major piechoty (ur. 1894)
  - Kazimierz Orzechowski, polski neurolog, wykładowca akademicki (ur. 1878)
- 1943:
  - W.S. Van Dyke, amerykański reżyser filmowy (ur. 1889)
  - Marian Metelski, kapitan piechoty Wojska Polskiego, kawaler Orderu Virtuti Militari, skaut, działacz niepodległościowy (ur. 1899)
- 1944:
  - Jan Miklaszewski, polski leśnik, wykładowca akademicki (ur. 1874)
  - Lucyna Żukowska, polska porucznik, weteranka powstania styczniowego (ur. 1844)
- 1945:
  - Iwan Baszkirow, radziecki sierżant (ur. 1926)
  - Georges Kars, czeski malarz pochodzenia żydowskiego (ur. 1882)
  - Ragnar Östberg, szwedzki architekt (ur. 1866)
  - Violette Szabo, francuska agentka ruchu oporu pochodzenia brytyjskiego (ur. 1921)
  - Franciszek Szanior, polski ogrodnik (ur. 1853)
  - Samuił Tapikow, radziecki kapitan (ur. 1915)
  - Otto Warpechowski, polski archeolog amator (ur. 1917)
- 1946:
  - George Arliss, brytyjski aktor (ur. 1868)
  - Konstantin Nieczajew, rosyjski i chiński generał, emigracyjny działacz polityczno-wojskowy (ur. 1883)
- 1947:
  - Hans Fallada, niemiecki pisarz (ur. 1893)
  - Bojan Smiłow, bułgarski prawnik, polityk (ur. 1885)
- 1948:
  - Bernard Badowski, polski rolnik, samorządowiec, polityk, poseł na Sejm RP (ur. 1887)
  - Johannes Blaskowitz, niemiecki generał piechoty (ur. 1883)
  - Aleksander Boruszczak, polski generał brygady (ur. 1868)
- 1949 – Maciej Loret, polski historyk, dyplomata (ur. 1880)
- 1950 – James Thomas O’Dowd, amerykański duchowny katolicki, biskup pomocniczy San Francisco (ur. 1907)
- 1952:
  - Konstanty Symonolewicz, polski orientalista, sinolog, dyplomata, wykładowca akademicki (ur. 1884)
  - Adam Wyrębowski, polski duchowny katolicki, naczelny kapelan Policji Państwowej, polityk, poseł na Sejm RP (ur. 1882)
- 1953 – Iuliu Maniu, rumuński polityk, premier Królestwa Rumunii (ur. 1873)
- 1957:
  - Wincenty Baranowski, polski polityk (ur. 1877)
  - Pio Ferraris, włoski piłkarz (ur. 1899)
- 1959 – Curt Sachs, niemiecki muzykolog pochodzenia żydowskiego (ur. 1881)
- 1961 – Humbert Lundén, szwedzki żeglarz sportowy (ur. 1882)
- 1964:
  - Harold McMunn, kanadyjski hokeista (ur. 1902)
  - Teresa Merlo, włoska zakonnica, Służebnica Boża (ur. 1894)
- 1967 – Józef Kluss, polski malarz, historyk sztuki, filozof, konserwator zabytków (ur. 1890)
- 1969: 
  - Thelma Ritter, amerykańska aktorka (ur. 1905)
  - Marcin Trojok, polski pedagog, działacz społeczno-narodowy (ur. 1896)[4]
- 1970 – Franciszek Kotowski, polski konstruktor lotniczy, pilot, szybownik (ur. 1901)
- 1971 – Mátyás Rákosi, węgierski polityk komunistyczny, sekretarz generalny Węgierskiej Partii Robotniczej (ur. 1892)
- 1972:
  - Kenne Duncan, kanadyjski aktor (ur. 1903)
  - Marianne Moore, amerykańska poetka (ur. 1887)
- 1974 – Mestre Bimba, brazylijski mistrz sztuki walki capoeira (ur. 1900)
- 1975:
  - Giulio Basletta, włoski szpadzista (ur. 1890)
  - Lawrence Weingarten, amerykański producent filmowy pochodzenia żydowskiego (ur. 1897)
- 1977:
  - Wawrzyniec Bazarnik, polski bokser (ur. 1927)
  - Oskar Klein, szwedzki fizyk teoretyk pochodzenia żydowskiego (ur. 1894)
- 1979:
  - Michael Rohde, duński piłkarz, trener (ur. 1894)
  - Grete Rosenberg, niemiecka pływaczka (ur. 1896)
- 1980:
  - Skinny Johnson, amerykański koszykarz, trener (ur. 1911)
  - Henryk Skierkowski, polski rotmistrz, inżynier ogrodnictwa (ur. 1899)
- 1981 – Ella Grasso, amerykańska polityk (ur. 1919)
- 1982:
  - Tadeusz Bielecki, polski polityk, publicysta (ur. 1901)
  - Jean Etcheberry, francuski rugbysta (ur. 1901)
  - Antero Ojala, fiński łyżwiarz szybki (ur. 1916)
  - Władysław Zaleski, polski działacz państwowy (ur. 1894)
- 1983:
  - Krzysztof Bucki, polski malarz (ur. 1936)
  - Margaret Oakley Dayhoff, amerykańska fizykochemik (ur. 1925)
  - Józef Górski, polski prawnik, wykładowca akademicki (ur. 1904)
- 1984:
  - Chuck Cooper, amerykański koszykarz (ur. 1926)
  - El Santo, meksykański zapaśnik, aktor (ur. 1917)
- 1985 – Hans Croon, holenderski trener piłkarski (ur. 1936)
- 1986 – Lotar Geyer, polski trener i sędzia siatkarski (ur. 1918)
- 1991 – Dean Jagger, amerykański aktor (ur. 1903)
- 1992:
  - Hubert Groß, niemiecki architekt (ur. 1896)
  - Stanisław Marzyński, polski architekt (ur. 1904)
  - Bill Wheatley, amerykański koszykarz (ur. 1909)
- 1993:
  - Wiaczesław Jelutin, radziecki metalurg, polityk (ur. 1907)
  - Joseph L. Mankiewicz, amerykański scenarzysta i reżyser filmowy pochodzenia żydowskiego (ur. 1909)
- 1994:
  - Joachim Halupczok, polski kolarz szosowy (ur. 1968)
  - Tiana Lemnitz, niemiecka śpiewaczka operowa (sopran) (ur. 1897)
- 1995:
  - Doug McClure, amerykański aktor (ur. 1935)
  - Paweł Trzaska, polski reżyser i scenarzysta filmowy (ur. 1958)
  - Viljo Vellonen, fiński biegacz narciarski (ur. 1920)
- 1996 – Gianandrea Gavazzeni, włoski dyrygent, kompozytor, pianista, pisarz muzyczny (ur. 1909)
- 1997 – Pamela Harriman, amerykańska polityk pochodzenia brytyjskiego (ur. 1920)
- 1998 – Władysław Gwiazda, polski polityk, ekonomista (ur. 1935)
- 1999 – Wassily Leontief, amerykański ekonomista pochodzenia rosyjskiego (ur. 1905)
- 2000:
  - Claude Autant-Lara, francuski reżyser filmowy (ur. 1901)
  - Frederic M. Lord, amerykański psychometra i statystyk (ur. 1912)
- 2001:
  - Louise Moreau, francuska działaczka samorządowa, polityk (ur. 1921)
  - Krzysztof Pigoń, polski fizykochemik, wykładowca akademicki (ur. 1925)
  - Harry Reeves, amerykański strzelec sportowy (ur. 1910)
  - Fernando Viola, włoski piłkarz (ur. 1951)
- 2002 – Stanisław Trokowski, polski działacz partyjny i państwowy, wojewoda toruński (ur. 1933)
- 2003:
  - Manfred von Brauchitsch, niemiecki kierowca wyścigowy (ur. 1905)
  - Władysław Majewski, polski trener pływania (ur. 1937)
- 2004:
  - Sven Agge, szwedzki biathlonista (ur. 1925)
  - Zang Kejia, chiński poeta (ur. 1905)
  - John Hench, amerykański rysownik (ur. 1908)
  - Thomas H. Moorer, amerykański admirał (ur. 1912)
  - Wojciech Seweryn, polski gitarzysta rockowy i jazzowy, kompozytor (ur. 1968)
- 2005:
  - Gnassingbé Eyadéma, togijski wojskowy, polityk, prezydent Togo (ur. 1937)
  - Michalina Wisłocka, polska lekarka, ginekolog, cytolog, seksuolog (ur. 1921)
- 2006:
  - Herbert Fischer, niemiecki dyplomata (ur. 1914)
  - Anna Podhajska, polski lekarz, profesor biotechnologii (ur. 1938)
  - Antonio Maria Travia, włoski duchowny katolicki, arcybiskup ad personam (ur. 1914)
- 2007:
  - Jan Antoniszczak, polski działacz sportowy (ur. 1919)
  - Charles Grimes, amerykański wioślarz (ur. 1935)
  - Jan Raszka, polski narciarz, trener (ur. 1928)
  - Stanisława Siurawska, polska fotografka (ur. 1915)
- 2008:
  - Hubert Drapella, polski reżyser i scenarzysta filmowy (ur. 1925)
  - Katarzyna Maciejko-Kowalczyk, polska montażystka filmowa, autorka filmów dokumentalnych (ur. 1949)
  - Maharishi Mahesh Yogi, indyjski guru (ur. 1918)
- 2009:
  - Franco Andreoli, szwajcarski piłkarz, trener (ur. 1915)
  - Albert Barillé, francuski producent telewizyjny, scenarzysta, karykaturzysta (ur. 1920)
  - Władysław Bartkiewicz, polski współtwórca i organizator festiwali opolskich (ur. 1932)
  - Dana Vávrová, niemiecka aktorka pochodzenia czeskiego (ur. 1967)
- 2010:
  - Galimzian Chusainow, rosyjski piłkarz pochodzenia tatarskiego (ur. 1937)
  - Clarke Scholes, amerykański pływak (ur. 1930)
  - Harry Schwarz, południowoafrykański prawnik, dyplomata, polityk (ur. 1924)
- 2011:
  - Eugeniusz Czajka, polski hokeista na trawie (ur. 1927)
  - Pertti Purhonen, fiński bokser (ur. 1942)
- 2012 – Robert Reszke, polski tłumacz, wydawca (ur. 1964)
- 2013 – Stanisław Wakuliński, polski rzeźbiarz, malarz (ur. 1923)
- 2014:
  - Carlos Borges, urugwajski piłkarz (ur. 1932)
  - Mirkka Rekola, fińska poetka (ur. 1931)
  - Regina Schönborn, polska pisarka, poetka (ur. 1937)
- 2015:
  - Henri Coppens, belgijski piłkarz (ur. 1930)
  - Marisa Del Frate, włoska aktorka, piosenkarka (ur. 1931)
  - Val Fitch, amerykański fizyk, laureat Nagroda Nobla (ur. 1923)
  - Andrzej Musierowicz, polski lekarz, urolog (ur. 1929)
  - Mirosław Ryba, polski lekarz, anestezjolog (ur. 1948)
- 2016:
  - Bodil Malmsten, szwedzka pisarka (ur. 1944)
  - Kazimierz Ptasiński, polski działacz podziemia niepodległościowego w czasie II wojny światowej (ur. 1921)
  - Maria Stypułkowska-Chojecka, polska pedagog, działaczka podziemia niepodległościowego w czasie II wojny światowej (ur. 1926)
- 2017:
  - Gila Goldstein, izraelska aktorka, piosenkarka, działaczka LGBT (ur. 1947)
  - Hanna Jarosz-Jałowiecka, polska dziennikarka (ur. 1936)
- 2018:
  - Jacques Fort, francuski rugbysta (ur. 1938)
  - Ladislav Kačáni, słowacki piłkarz (ur. 1931)
  - Donald Lynden-Bell, brytyjski astronom, astrofizyk (ur. 1935)
  - Zeno Roth, niemiecki gitarzysta rockowy (ur. 1956)
  - Ti-men Kan, tajwański aktor (ur. 1943)
- 2019:
  - Franciszek Karpa, polski major, działacz kombatancki (ur. 1915)
  - Michaił Kasciuk, białoruski historyk (ur. 1940)
  - Wiesław Mincer, polski historyk filozofii i bibliotekoznawca (ur. 1923)
  - Václav Vorlíček, czeski reżyser i scenarzysta filmowy (ur. 1930)
  - Ken Yanz, australijski rugbysta (ur. 1929)
- 2020:
  - Stanley Cohen, amerykański biochemik, wykładowca akademicki, laureat Nagrody Nobla pochodzenia żydowskiego (ur. 1922)
  - Kevin Conway, amerykański aktor, reżyser i producent filmowy (ur. 1942)
  - Kirk Douglas, amerykański aktor (ur. 1916)
- 2021:
  - Wojciech Burszta, polski antropolog kultury, kulturoznawca, eseista (ur. 1957)
  - Joseph Benz, szwajcarski bobsleista (ur. 1944)
  - Rut Dajan, izraelska projektantka mody (ur. 1917)
  - Christopher Plummer, kanadyjski aktor (ur. 1929)
  - Leon Spinks, amerykański bokser (ur. 1953)
  - Wim Vrösch, holenderski piłkarz, trener (ur. 1945)
  - Władimir Wysocki, rosyjski admirał, dowódca Marynarki Wojennej (ur. 1954)
- 2022:
  - Donald Johnston, kanadyjski prawnik, wykładowca akademicki, polityk (ur. 1936)
  - Ivan Kučírek, czeski kolarz torowy (ur. 1946)
  - Boris Mielnikow, rosyjski szablista (ur. 1938)
  - Äbdyżämyl Nurpejysow, kazachski pisarz, tłumacz (ur. 1924)
  - Józef Zięba, polski poeta, prozaik (ur. 1932)
- 2023:
  - Mordechaj Bibi, izraelski prawnik, polityk (ur. 1922)
  - Pervez Musharraf, pakistański generał, polityk, premier i prezydent Pakistanu (ur. 1943)
- 2024:
  - Dries van Agt, holenderski prawnik, dyplomata, polityk, minister sprawiedliwości, premier Holandii (ur. 1931)
  - Brian Callison, brytyjski pisarz (ur. 1934)
  - Janusz Fekecz, polski dyplomata, tłumacz, ambasador RP (ur. 1931)
  - Tsutomu Hanahara, japoński zapaśnik (ur. 1940)
- 2025:
  - Mieczysław Buczkowski, polski internista, uczestnik powstania warszawskiego (ur. 1923)
  - Vito Di Tano, włoski kolarz przełajowy i szosowy (ur. 1954)
  - Irv Gotti, amerykański producent muzyczny (ur. 1970)
  - Dave Jerden, amerykański inżynier dźwięku, producent muzyczny (ur. 1949)
  - Zygmunt Kolenda, polski inżynier, nauczyciel akademicki, profesor nauk technicznych, działacz opozycji antykomunistycznej (ur. 1936)
  - Juliusz Kulesza, polski grafik, pisarz, uczestnik powstania warszawskiego (ur. 1928)
  - Mike Ratledge, brytyjski muzyk, klawiszowiec, kompozytor, członek zespołu Soft Machine (ur. 1943)